# Райчо Гавазов
Райчо Гавазов е български машинист, деец на Вътрешната македонска революционна организация в Дедеагачко.

## Биография
Роден е в Габрово. През 1894 година управлението на Баронхиршовата железница се споразумява с българското правителство и Дирекцията на БДЖ български машинисти да постъпят на работа в нея и Гавазов започва работа в Османската империя. В 1899 година със засилването на македоно-одринското революционно движение Гавазов заедно с другарите му машинисти Димитър Попов, Антон Иванчев от Одрин, Найден Цветков и Ефтим Лимончев от Охрид е привлечен към ВМОРО от Лазар Димитров в Одрин. Гавазов и Попов имат задължението да носят тайно окръжната поща на Одрински окръг от и за Централния комитет чрез Задграничното представителство в София. Размяната на пратките става на Саранбей, а Гавазов прави тайно скривалище в локомотива. За Одрин пощата се хвърляла между гарите Свиленград и Кадъкьой или между Кадъкьой и Одрин. В 1903 година при атентата на железопътната линия след Свиленград, машинист на влака е Райчо Гавазов и само случайност го спасява, тъй като мостът е разрушен преди експресът да пристигне в Свиленград и е задържан.
В 1903 година Гавазов и Попов попадат под силното подозрение на властите. По доносите на стрелочник евреин, Гавазов три пъти е обискиран, а локомотивът му е претърсван. След втория обиск машинистът Попов бяга за България. На третия път Гавазов е арестуван, но успява да се освободи с 15 лири подкуп. Гонен от властите бяга с товарен влак в България и се установява в София.